# Hampus Mörner
Den här sidan handlar om greven och generallöjtnanten Hampus Mörner, för andra med namnet Hampus Mörner, se Hampus Mörner (olika betydelser).
Hampus Elof Mörner af Morlanda, född på Gåvetorp i Småland den 4 september 1763, död på Hörningsholm i Södermanland den 24 februari 1824, var en svensk greve och militär. Han var son till överstelöjtnant greve Carl Gustaf Mörner och Sofia Elisabet Steuch.

## Biografi
År 1778 blev Mörner kornett vid husarregementet, 1785 blev han löjtnant och efter sitt deltagande i Gustav III:s ryska krig, år 1790, även ryttmästare. Han blev utnämnd år 1792 till kapten och befordrades därefter i maj år 1794 till överste i armén och kaptenlöjtnant i survivance vid Livdrabantkåren.
År 1795 blev han överstelöjtnant vid Smålands kavalleri, år 1800 överste och chef för regemente samt 1801 till överste och chef för Mörnerska husarregementet, år 1807 generalmajor, år 1812 generallöjtnant, sedan han år 1811 spelat huvudrollen vid undertryckandet av det så kallade bondeupproret i Skåne. År 1816 förordades han på en gång till befälhavande kaptenlöjtnant vid Livdrabantkåren, konungens förste adjutant och inspektör för första kavalleriinspektionen.
Fast han utmärkte sig under finska kriget är det inte som krigare utan såsom improviserande humorist och jovialisk upptågsmakare som Hampus Mörner har vunnit en alldeles egendomlig ryktbarhet. Han var känd för en frispråkighet som gränsade till oförskämdhet. Han kallade sig själv för "Hampus Husar, dålig hushållare, men satans bra karl", bland annat med tanke på att han levde ett utsvävande liv och skuldsatte sig gärna och ofta. Den svenske utrikesstatsministern Lars von Engeström skrev om Mörner att "han hade ingenting lärt och ville ingenting lära, men var av naturen utrustad med mycket kvickhet och lätthet".
Mörner var medlem av Par Bricole och August Kinberg skriver om honom att han var där "…bekant för sin grofkorniga qvickhet". Han var amatörviolinist och invaldes den 23 april 1794 som ledamot nr 146 av Kungliga Musikaliska Akademien.
Sedan 1795 var Mörner gift med grevinnan Magdalena Margareta Bonde af Björnö.